# 池田龍雄
池田 龍雄（いけだ たつお、1928年（昭和3年）8月15日 - 2020年11月30日）は、日本の画家。

## 略歴
佐賀県西松浦郡二里村（現伊万里市二里町）に生まれる。父は清、母はチサ、五男二女の長男。
1935年（昭和10年）4月には佐賀県二里尋常高等小学校に入学する。同年秋には福岡日々新聞社（現在の西日本新聞社）主催の児童スケッチ大会において三等銅メダルを受賞している。幼少期には『子供の科学』に親しみ、自然科学に関心を持ったという。
1941年（昭和16年）4月には佐賀県立伊万里商業学校へ入学する。1943年（昭和15年）には海軍航空隊に入隊し、第13期海軍飛行予科練習生として鹿児島海軍航空隊に配属される。
1945年（昭和20年）2月には飛行練習生過程を修了し、岩国航空隊へ移る。同年4月特攻隊員となり、同年5月には霞ヶ浦航空隊へ移動する。同年8月には終戦となり、除隊して佐賀へ戻る。
同年11月15日には佐賀師範学校本科1年に編入されるが占領政策により一年で退学となる。1946年（昭和21年）8月には長崎県佐世保の進駐軍キャンプ設営地で働く。1948年（昭和23年）には上京して多摩造形芸術専門学校（多摩美術大学）へ入学する。同級生には桂川寛、森正洋らがいる。独学で油絵を学んでいたが、同年秋には学友に誘われ岡本太郎や花田清輝らの「アヴァンギャルド芸術研究会」に参加し、アバンギャルド（前衛芸術）の道を歩む。
1950年（昭和25年）の朝鮮戦争を契機に社会意識を強め、絵画において実際の事件・政治問題に取材したルポタージュの可能性を探る。1954年（昭和29年）には読売アンデパンダン展に内灘闘争を描いた「網元」を発表する。50年代には小型ペン画の制作を行い、50年代終わりには大型ペン画を集中して制作する。この時期の作品に「出口のない貌」「砦」があり、50年代に議論された再軍備問題に対する政治意識があったという。
大型ペン画制作に関して、池田はアンフォルメル運動に影響され、抽象化に傾く当時の流れに対して事故の外側の世界を取り込み造形化する意識を持っていたと証言している。また、「出口のない貌」「砦」で描かれた化物のイメージを発展させた「化物の系譜」シリーズを制作した。
池田は1958年8月には福音館書店の絵本誌「こどものとも」29号に掲載された木島始『ろくとはちのぼうけん』の挿絵を手がけており、以来『ないたあかおに』（1965年、偕成社、浜田広介作）、『世界のこどもエスエフ（1）ラスティと宇宙怪ぶつ』（1968年、偕成社、ランプマン作）、『ライオン堂はお昼ねちゅう』（1969年、学習研究社、鈴木隆作）、『ボロディン号のひみつ』（1970年、学習研究社、3年の学習読み物特集号収載、鈴木隆作）、『現代子ども図書館13 デブの国ノッポの国』（1972年、学習研究社、アンドレ・モーロワ作）、『ひかりのくに』（1974年、ひかりのくに昭和出版）など数多くの絵本・児童書も手がけている。
60年代以降には政治的主題を離れ宇宙や時間など物理学的なテーマへ移り、「百仮面」「楕円空間」「玩具世界」「BRAHMAN」「万有引力」「場の位相」シリーズなど風刺や諧謔を交えたペン画のシリーズを制作する。
2011年、アート映画「ANPO」出演。
2012年–2013年　ニューヨーク近代美術館のTokyo 1955–1970: A New Avant-Garde at the Museum of Modern Art, New Yorkに展示され、2018年 練馬区立美術館で「戦後美術の現在形　池田龍雄展－楕円幻想」が開催されている。
2020年11月30日、誤嚥性肺炎で死去。享年92歳。
2021年1月9日から3月28日まで三重県立美術館にて「ショック・オブ・ダリ ― サルバドール・ダリと日本の前衛」展が開催されサルバドール・ダリに影響を受けた日本の作家として池田龍雄他、 靉光、浅原清隆、石井新三郎、小牧源太郎、斎藤長三、島津純一、白木正一、杉全直、高山良策、難波架空像（香久三）、浜田浜雄、早瀬龍江、尾藤豊、福沢一郎、藤田鶴夫、古沢岩美、森堯之、矢崎博信、山下菊二、山本昌尚、吉井忠、米倉壽仁、渡辺武の24人とダリの作品が展示され、同年4月24日から6月27日まで諸橋近代美術館でも同展覧会が開催された 。
2023年9月6日から10月29日まで佐賀県立美術館40周年特別展「あそび、たたかうアーティスト 池田龍雄」展が開催された。

## 作品
- 出口のない貌・砦

「出口のない貌（かお）」は、大型ペン画。油彩・和紙・ベニヤ板。インク・コンテ・水彩。寸法は縦136センチメートル、横91センチメートル。山梨県立美術館所蔵。1959年（昭和34年）制作。
年代は1959年制作とされ、同年10月24日から新橋の画廊で開催された個展に際して発表されたものであると考えられており、個展では大型ペン画が複数出展されたという。2010年（平成22年）に山梨県立美術館で開催された「池田龍雄 アヴァンギャルドの軌跡」展に際して行われた古い額縁の取り替え作業において本紙とベニヤ板の間に張り込まれた新聞紙とクラフト紙が発見され、新聞紙の日付は1959年7月19日であることから、同日付以降に張り込み作業が行われたと考えられている。
「出口のない貌」は縦長の画面で頭部と思われる物体が描かれ、目・鼻や口の顔のパーツのほか、牙や管、穴と思われる造形も描かれている。池田は50年代から機械をモチーフにした作品を手がけており、「出口のない貌」とも共通することが指摘される。色彩は黒が主体であるが、油絵具を用いた赤や青、水色など複数の色を用いている。背景は和紙の地の色に、放射状に薄い青の線が無数に引かれている。
「出口のない貌」と共通する構図のデッサンとして「砦」がある。「砦」は同年制作で、寸法は縦29.7センチメートル、横23.5センチメートル。佐賀県立美術館所蔵。「出口のない貌」と同様に縦長の画面に円筒状の物体を描き、「出口のない貌」と異なり顔ではなく構造物を思わせるが、管状の突起など共通するモチーフが表現されている。
池田は前年の1958年にも「砦」と題した作品を制作している。和紙・インク。寸法は縦91.8センチメートル、横137.8センチメートル。佐賀県立美術館所蔵。こちらは「出口のない貌」「砦（1959年）」と異なり、横長の画面に描かれ、モチーフも異なる。画面下方に建物が圧縮されたような構造物を描き、その上に内蔵や筋肉、牙のような組織が表現された、不気味な生き物のようなモチーフが描かれ、砲口を思わせる管をぶら下げている。
池田は1958年の「砦」の制作背景について、50年代に議論された再軍備の問題を挙げている。1959年には首相・岸信介が日米安全保障条約の改定案を進め、これに対する反対運動として安保闘争が発生する。反戦・反共主義である池田もデモ行進に参加し、制作においても自らの思想を示していたという。「砦」は再軍備を進める日本を「砦」として描き、さらに同じテーマを発展させて化物のイメージへと展開させ、「出口のない貌」へ至ったと評されている。